# Operació Carn Picada
L'operació Carn Picada (angles: operation Mincemeat) va ser una operació d'engany britànica amb èxit de la Segona Guerra Mundial per dissimular la invasió aliada de Sicília de 1943. Dos membres de la intel·ligència britànica van obtenir el cos de Glyndwr Michael, un vagabund que va morir per menjar raticida, el van vestir d'oficial dels Royal Marines i li van col·locar objectes personals identificant-lo com el fictici capità (comandant en funcions) William Martin. La correspondència entre dos generals britànics que suggeria que els Aliats planejaven envair Grècia i Sardenya, amb Sicília com a simple objectiu d'una finta, també es va col·locar al cos.
Part de l'operació Barclay més àmplia, Carn Picada es va basar en el memoràndum de la truita de 1939, escrit pel contraalmirall John Godfrey, el director de la Divisió d'Intel·ligència Naval, i el seu assistent personal, el tinent comandant Ian Fleming. Amb l'aprovació del primer ministre britànic, Winston Churchill, i del comandant militar nord-americà a la Mediterrània, el general Dwight D. Eisenhower, el pla va començar transportant el cos a la costa sud d'Espanya en submarí i alliberant-lo prop de la costa, on el va recollir l'endemà al matí un pescador espanyol. El govern espanyol nominalment neutral va compartir còpies dels documents amb l'Abwehr, l'organització d'intel·ligència militar alemanya, abans de retornar els originals als britànics. L'examen forense va demostrar que havien estat llegits i els desxifrats Ultra dels missatges alemanys van mostrar que els alemanys van caure en l'enginy. Els reforços alemanys es van traslladar a Grècia i Sardenya abans i durant la invasió de Sicília; Sicília no en va rebre cap.
Es desconeix l'efecte total de l'operació Carn Picada, però Sicília va ser conquerida més ràpidament del previst i les pèrdues van ser menors del previst. Els esdeveniments van ser representats a Operation Heartbreak, una novel·la de 1950 de l'antic ministre Duff Cooper, abans que un dels oficials d'intel·ligència que va planificar i dur a terme Carn Picada, Ewen Montagu, va escriure una història el 1953. El llibre de Montagu va formar la base per la pel·lícula britànica de 1956 "L'home que mai no existí". El 2021 es va estrenar una segona pel·lícula britànica, titulada Operation Mincemeat.

## Fons

### Inspiració per a Carn Picada

Contraalmirall John Godfrey, en el nom del qual es va fer circular el memoràndum de la truita.

El 29 de setembre de 1939, poc després de l'inici de la Segona Guerra Mundial, el contraalmirall John Godfrey, el director d'Intel·ligència Naval, va fer circular el memoràndum de la truita, un document que comparava l'engany d'un enemic en temps de guerra amb la pesca amb mosca. El periodista i autor Ben Macintyre observa que tot i que el diari es va publicar amb el nom de Godfrey, "portava tots els distintius de... el tinent comandant Ian Fleming", l'assistent personal de Godfrey. La nota contenia una sèrie d'esquemes a considerar per utilitzar-los contra les potències de l'Eix per atraure els submarins i els vaixells de superfície alemanys cap als camps de mines. El número 28 de la llista es titulava: "Un suggeriment (un de no gaire maco)"; era una idea per deixar papers enganyosos a un cadàver que l'enemic trobaria.
| « | El següent suggeriment s'utilitza en un llibre de Basil Thomson: un cadàver vestit d'aviador, amb despatxos a les butxaques, podria ser llançat a la costa, suposadament des d'un paracaigudes que ha fallat. Entenc que no hi ha cap dificultat per aconseguir cadàvers a l'Hospital Naval, però, és clar, hauria de ser un de nou. | » |

Deixar deliberadament documents falsos per a que fossin trobats per l'enemic no era nova; conegut com el Haversack Ruse, havia estat practicat pels britànics i altres a la Primera i Segona Guerra Mundial. L'agost de 1942, abans de la batalla d'Alam el Halfa, un cadàver va ser col·locat en un cotxe explorador volat, en un camp de mines enfront de la 90a Divisió Lleugera alemanya. Al cadàver hi havia un mapa que suposadament mostrava les ubicacions dels camps de mines britànics; els alemanys van utilitzar el mapa i els seus tancs van ser encaminats a zones de sorra suau on s'empantanaven.
El setembre de 1942 un avió que volava des de Gran Bretanya a Gibraltar es va estavellar davant de Cadis. Tots a bord van morir, inclòs el tinent James Hadden Turner, un missatger que portava documents secrets, i un agent francès. Els documents de Turner incloïen una carta del general Mark Clark, el comandant adjunt nord-americà de la força expedicionària aliada, al general Noel Mason-MacFarlane, governador britànic i comandant en cap de Gibraltar, informant-li que el general Dwight D. Eisenhower, el comandant suprem, faria arribar a Gibraltar la vigília de la "data objectiu" de l'operació Torxa  del 4 de novembre. El cos de Turner es va arrossegar a la platja prop de Tarifa i va ser recuperat per les autoritats espanyoles. Quan el cos va ser retornat als britànics, la carta encara hi havia, i els tècnics van determinar que la carta no havia estat oberta. Altres fonts d'intel·ligència aliades van establir que el quadern portat per l'agent francès havia estat copiat pels alemanys, però el van descartar com a desinformació. Als planificadors britànics, va demostrar que part del material obtingut pels espanyols s'estava passant als alemanys.

### La intel·ligència britànica i la inspiració del pla

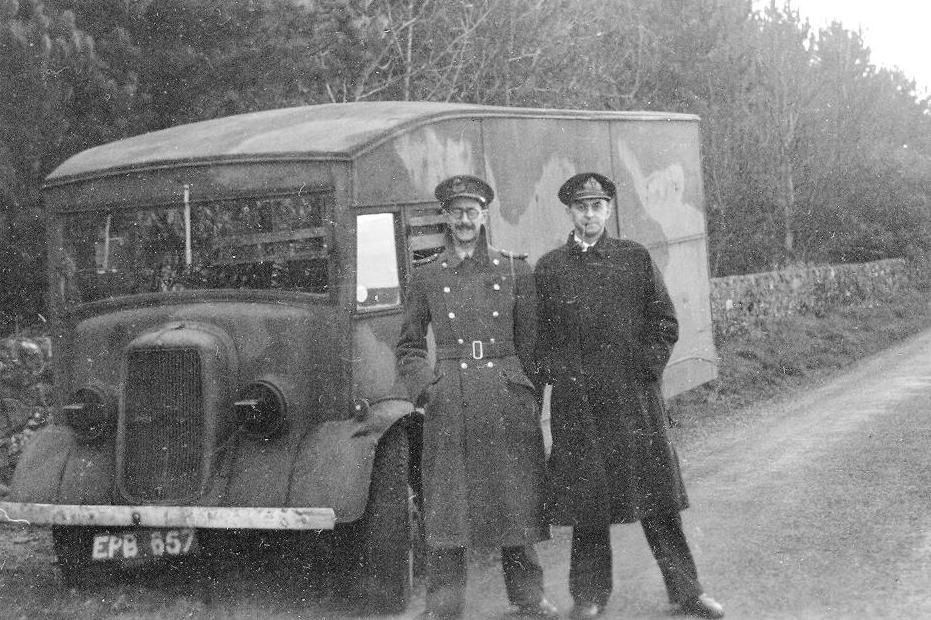
Charles Cholmondeley i Ewen Montagu el 17 d'abril de 1943, transportant el cos a Escòcia

Un mes després de l'accident de Turner, l'oficial d'intel·ligència britànic officer Charles Cholmondeley va descriure la seva pròpia variació del pla del memoràndum de la truita, amb el nom en clau de "Cavall de Troia", després de l'engany aqueu de la guerra de Troia. El seu pla era:
| « | S'obté un cos d'un dels hospitals de Londres... Els pulmons s'omplen d'aigua i els documents s'hi lleven a una butxaca interior. A continuació, un avió del Comandament Costaner deixa caure el cos... En ser trobat, la suposició en la ment de l'enemic pot ser que un dels nostres avions ha estat abatut o forçat i que aquest és un dels seus passatgers. | » |

Cholmondeley era un tinent de vol de la Royal Air Force (RAF) que havia estat secundat al MI5, el servei de seguretat i contraintel·ligència britànic. Havia estat nomenat secretari del Comitè Vint, un petit equip d'intel·ligència entre serveis i interdepartamentals a càrrec dels agents dobles. El novembre de 1942, el Comitè Vint va rebutjar el pla de Cholmondeley com a inviable, però va pensar que podria haver-hi algun potencial en la idea. Com que hi havia una connexió naval amb el pla, John Masterman, el president del comitè, va assignar a Ewen Montagu, el representant naval, per treballar amb Cholmondeley per desenvolupar el pla més endavant. Montagu, un advocat en temps de pau i conseller del rei que s'havia ofert voluntari a l'esclat de la guerra, va treballar sota Godfrey a la Divisió d'Intel·ligència Naval, on dirigia el NID 17(M), la subbranca que s'encarregava del contra-treball d'espionatge. Godfrey també havia nomenat Montagu per supervisar tots els enganys navals que involucren agents dobles. Com a part de les seves funcions, Montagu havia estat informat sobre la necessitat d'operacions d'engany per ajudar els objectius de guerra aliats en una propera operació d'invasió a la Mediterrània.

### La situació militar

Sicília (en vermell) en relació amb el nord d'Àfrica, Grècia i el continent italià

A finals de 1942, amb l' èxit dels Aliats a la campanya del nord d'Àfrica, els planificadors militars van dirigir la seva atenció al següent objectiu. Els planificadors britànics consideraven que una invasió de França des de la Gran Bretanya no podia tenir lloc fins al 1944 i el primer ministre, Winston Churchill, volia utilitzar les forces aliades del nord d'Àfrica per atacar el "ventre tendre" d'Europa. Hi havia dos possibles objectius per als aliats per atacar. La primera opció va ser Sicília; el control de l'illa obriria el mar Mediterrani a la navegació aliada i permetria la invasió de l'Europa continental a través d'Itàlia. La segona opció era entrar a Grècia i als Balcans, per atrapar les forces alemanyes entre els invasors britànics i americans i els soviètics. A la Conferència de Casablanca el gener de 1943, els planificadors aliats van acordar la selecció de Sicília –anomenada Operació Husky– i van decidir emprendre la invasió a tot tardar al juliol. Hi havia preocupació entre els planificadors aliats que Sicília fos una opció òbvia - se diu que Churchill va dir "Tothom, menys un babau, sabria que és Sicília" - i que l'acumulació de recursos per a la invasió es detectaria.
Adolf Hitler estava preocupat per una invasió dels Balcans, ja que la zona havia estat la font de matèries primeres per a la indústria bèl·lica alemanya, com ara coure, bauxita, crom i petroli. Els aliats sabien de les pors d'Hitler, i van llançar l'operació Barclay, una operació d'engany per jugar amb les seves preocupacions i per enganyar els alemanys fent-los pensar que els Balcans eren l'objectiu, desviant recursos de Sicília. L'engany va reforçar el pensament estratègic alemany sobre el probable objectiu britànic. Per suggerir que el Mediterrani oriental era l'objectiu, els Aliats van establir un quarter general al Caire, Egipte, per a una formació fictícia, el Dotzè Exèrcit, format per dotze divisions. Les maniobres militars es van dur a terme a Síria, amb números inflats per tancs simulats i vehicles blindats per enganyar els observadors. Es van reclutar intèrprets grecs i els aliats van emmagatzemar mapes grecs i moneda. Les comunicacions falses sobre moviments de tropes es van generar des del quarter general del Dotzè Exèrcit, mentre que el lloc de comandament aliat a Tunis –que havia de ser la seu de la invasió de Sicília– va reduir el trànsit de ràdio utilitzant telèfons fixos sempre que fos possible.

## Desenvolupament

### Examinar els aspectes pràctics; localitzar un cadàver

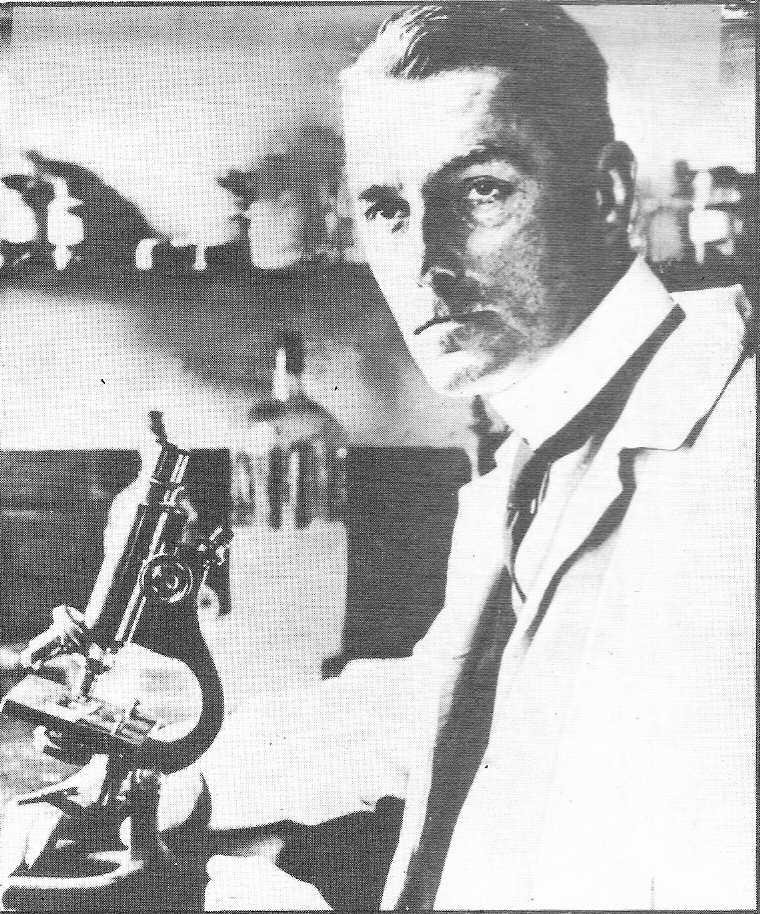
El patòleg Sir Bernard Spilsbury, que va assistir a l'operació

Montagu i Cholmondeley van ser assistits per un representant de l'MI6, el major Frank Foley, mentre examinaven els aspectes pràctics del pla. Montagu es va acostar al patòleg Sir Bernard Spilsbury per determinar quin tipus de cos necessitaven i quins factors haurien de tenir en compte per enganyar un patòleg espanyol. Spilsbury li va informar que els que morien en un accident aeri sovint ho feien per xoc i no ofegats; els pulmons no s'omplirien necessàriament d'aigua. Va afegir que "els espanyols, com a catòlics romans, eren contraris a les autòpsies i no les realitzaven tret que la causa de la mort fos de gran importància". Spilsbury va informar que una persona podria haver patit una de les moltes causes diferents de mort, que es podria interpretar malament en una autòpsia. Montagu va escriure més tard
| « | Si es fes una autopsia per part d'algú que s'hagués format la idea preconcebuda que probablement la mort va ser deguda a un ofegament, hi havia poca probabilitat que es notés la diferència entre aquest líquid, als pulmons que s'havien començat a descompondre, i l'aigua de mar. | » |

Això significava que no només tindrien un millor grau d'èxit del que pensaven anteriorment, sinó que hi hauria un nombre més gran de cadàvers potencialment disponibles per a la selecció quan arribés el moment. Quan Montagu va discutir la possibilitat d'obtenir un cadàver amb Bentley Purchase, el forense del districte nord de Londres, se li va dir que hi hauria dificultats pràctiques i legals: "Crec que els cossos són les úniques mercaderies que no hi ha. En aquests moments hi ha escassetat [però] fins i tot amb cossos per tot arreu, s'ha de tenir en compte cadascun". Purchase va prometre buscar un cos adequat, sense familiars que reclamessin el cadàver per ser enterrat.
El 28 de gener de 1943 Purchase va contactar a Montagu amb la notícia que havia localitzat un cos adequat, probablement el de Glyndwr Michael, un vagabund que va morir per menjar raticida que contenia fòsfor. Purchase va informar a Montagu i Cholmondeley que la petita quantitat de verí del sistema no s'identificava en un cos que se suposava que havia estat flotant al mar durant diversos dies. Quan Montagu va comentar que el cadàver desnutrit no semblava un oficial de camp en condicions, Purchase li va informar que "no ha de semblar un oficial de camp, només un oficial d'estat major", més acostumat a treballar d'oficina. Purchase va acordar mantenir el cos a la nevera mortuori a una temperatura de 4°C (39 °F) – amb més fred i la carn es congelaria, cosa que seria evident després que el cos es descongelés. Va advertir a Montagu i Cholmondeley que el cos s'havia d'utilitzar en tres mesos, després dels quals s'hauria descompost més enllà del punt d'utilitat.

#### Identitat del cadàver
Montagu es va negar a identificar l'individu i només el va descriure com "una mica de no fer-ho bé, i que l'única cosa que va valer la pena va fer després de la seva mort". El 1996 Roger Morgan, un historiador aficionat de Londres, va descobrir proves a l'Oficina de Registres Públics que la identitat del cadàver era Michael. Una teoria alternativa a la identitat del cadàver es va suggerir al llibre d'història The Secrets of HMS Dasher (2004) que el març de 1943 hi va haver una explosió al HMS Dasher, que es va enfonsar, matant 379 homes; un d'aquests cadàvers va ser suposadament utilitzat. L'historiador militar Denis Smyth rebutja el suggeriment i observa que els registres oficials de l'operació indiquen que Glyndwr Michael era el cos.

### Desenvolupament del pla; la nova identitat del cadàver
Montagu va seleccionar el nom en codi Carn Picada (Mincemeat) d'una llista de possibilitats disponibles de manera centralitzada. El 4 de febrer de 1943 Montagu i Cholmondeley van presentar el seu pla per a l'operació al Comitè Vint; va ser una reelaboració del pla del cavall de Troia de Cholmondeley. El pla de Carn Picada era col·locar documents sobre el cadàver, i després deixar-lo flotant davant de la costa d'Espanya, el govern del qual nominalment neutral era conegut per cooperar amb l'Abwehr, l'organització d'intel·ligència militar alemanya. El pla va ser aprovat pel comitè, que el va passar a la cadena de comandament als alts estrategs aliats; Montagu i Cholmondeley van rebre l'ordre de continuar amb els seus preparatius per a l'operació.
Montagu i Cholmondeley van començar a crear una "llegenda" -un fons i un personatge ficticis- per al cos. El nom i el rang escollits va ser el capità (Major en funcions) William Martin, dels Royal Marines assignat al Quarter General d'Operacions Combinades. El nom "Martin" va ser seleccionat perquè hi havia diversos homes amb aquest nom d'aproximadament aquest rang als Royal Marines. Com a Royal Marine, el major Martin va quedar sota l'autoritat de l'Almirallat, i seria fàcil assegurar-se que totes les consultes i missatges oficials sobre la seva mort fossin dirigits a la Divisió d'Intel·ligència Naval. A més, els Royal Marines portarien uniforme de batalla, que es podia obtenir fàcilment i venien en talles estàndard. El grau de major en funcions el feia prou avançat com per ser encarregat de documents sensibles, però no tan destacat que ningú esperaria conèixer-lo.

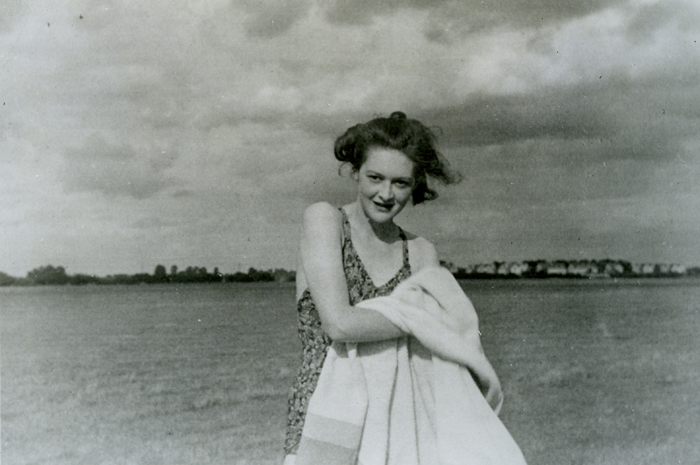
Fotografia de la xicota fictícia Pam, portada per Martin

Per reforçar la impressió que Martin era una persona real, Montagu i Cholmondeley van proporcionar detalls corroborats per portar-los a sobre, coneguts en els cercles d'espionatge com a cartera o butxaca. Aquests incloïen una fotografia d'una xicota inventada anomenada Pam; la imatge era d'un empleada del MI5, Jean Leslie. Es van incloure dues cartes d'amor de la Pam a la butxaca, així com un rebut d'un anell de compromís de diamants que costava 53 £ 10s 6d d'una joieria de Bond Street . Es va incloure correspondència personal addicional, que consistia en una carta del pare del fictici Martin - descrit per Macintyre com "pompós i pedant com només podia ser un pare eduardià" - que incloïa una nota de l'advocat de la família, i un missatge de Lloyds Bank, exigint el pagament d'un descobert de £79 19s 2d. Per assegurar-se que les cartes es mantinguessin llegibles després de la immersió a l'aigua de mar, Montagu va demanar als científics del MI5 que fessin proves amb diferents tintes per veure quina duraria més a l'aigua, i li van proporcionar una llista adequada de marques de tinta populars i disponibles.
Altres articles de butxaca col·locats a Martin incloïen un llibre de segells, una creu de plata i un medalló de Sant Cristòfor, cigarrets, llumins, un taló de llapis, claus i un rebut de Gieves per a una camisa nova. Per proporcionar una data en què Martin havia estat a Londres, es van afegir entrades d'un teatre de Londres i una factura d'allotjament de quatre nits al Club Naval i Militar. Juntament amb la resta d'objectes que se li han posat, del 18 al 24 d'abril es va poder construir un itinerari de la seva activitat a Londres.

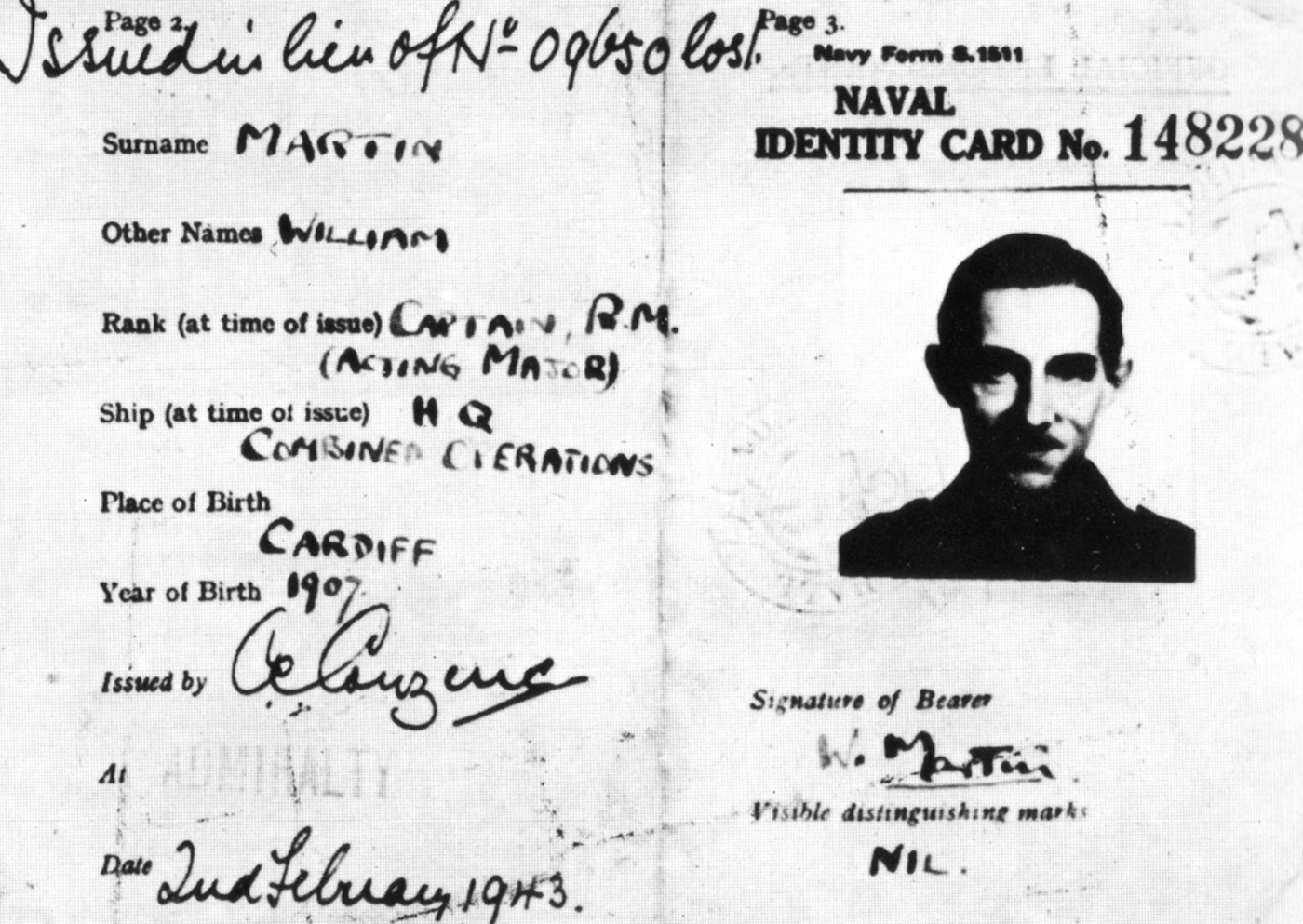
Document d'identitat naval del major Martin amb fotografia del capità Ronnie Reed

Es va intentar fotografiar el cadàver per al carnet d'identitat naval que Martin hauria de portar, però els resultats no van ser satisfactoris i era obvi que les imatges eren d'un cadàver. Montagu i Cholmondeley van fer una recerca de persones que s'assemblaven al cadàver, trobant el capità Ronnie Reed del MI5; Reed va acceptar ser fotografiat per al carnet d'identitat, vestit amb un uniforme dels Royal Marines. Com que les tres cartes i passis havien de semblar no massa nous per a un oficial de llarg servei, es van emetre com a substituts recents dels originals perduts. Montagu va passar les setmanes següents fregant les tres cartes als pantalons per donar-los una brillantor usada. Per donar un aspecte usat a l'uniforme, el va portar Cholmondeley, que tenia aproximadament la mateixa complexió. L'única part sense problemes de l'uniforme era la roba interior, que escassejava a la Gran Bretanya racionada per la guerra, de manera que un parell de roba interior de llana de bona qualitat, propietat del difunt Herbert Fisher, el director del New College d'Oxford, va ser utilitzat.

### Documents d'engany
Montagu va exposar tres criteris per al document que contenia els detalls dels plans falsificats per aterrar als Balcans. Va dir que l'objectiu s'hauria d'identificar de manera casual però clara, que hauria d'anomenar Sicília i un altre lloc com a coberta, i que hauria de ser en una correspondència no oficial que normalment no s'enviaria per missatgeria diplomàtica o senyal codificat.
El document principal era una carta personal del tinent general Sir Archibald Nye, el vicecap de l'Estat Major Imperial -que tenia un profund coneixement de les operacions militars en curs- al general Sir Harold Alexander, comandant del 18è Grup d'Exèrcits angloamericà a Algèria i Tunísia sota el general Eisenhower. Després de diversos intents de redactar el document no va generar quelcom que es considerés natural, es va suggerir que Nye redactés la carta ell mateix per cobrir els punts requerits. La carta cobria diversos assumptes suposadament sensibles, com ara l'atorgament (no desitjat) de medalles Cor Porpra per part de les forces nord-americanes als militars britànics que serveixen amb ells i el nomenament d'un nou comandant de la Brigada de Guàrdies. Montagu va pensar que el resultat era "bastant brillant"; la part clau de la carta deia que
| « | Tenim informació recent que els Boche [els alemanys] han estat reforçant i reforçant les seves defenses a Grècia i Creta i el CIGS [cap de l'Estat Major Imperial] va considerar que les nostres forces per a l'assalt eren insuficients. Els Caps d'Estat Major van acordar que la 5a Divisió hauria de ser reforçada per un Grup Brigada per a l'assalt a la platja al sud de CAP ARAXOS i que s'hauria de fer un reforç similar per a la 56a Divisió a KALAMATA. | » |

La carta va continuar identificant Sicília i el Dodecanès com a "objectius de cobertura" dels assalts, juntament amb les justificacions de la seva selecció.

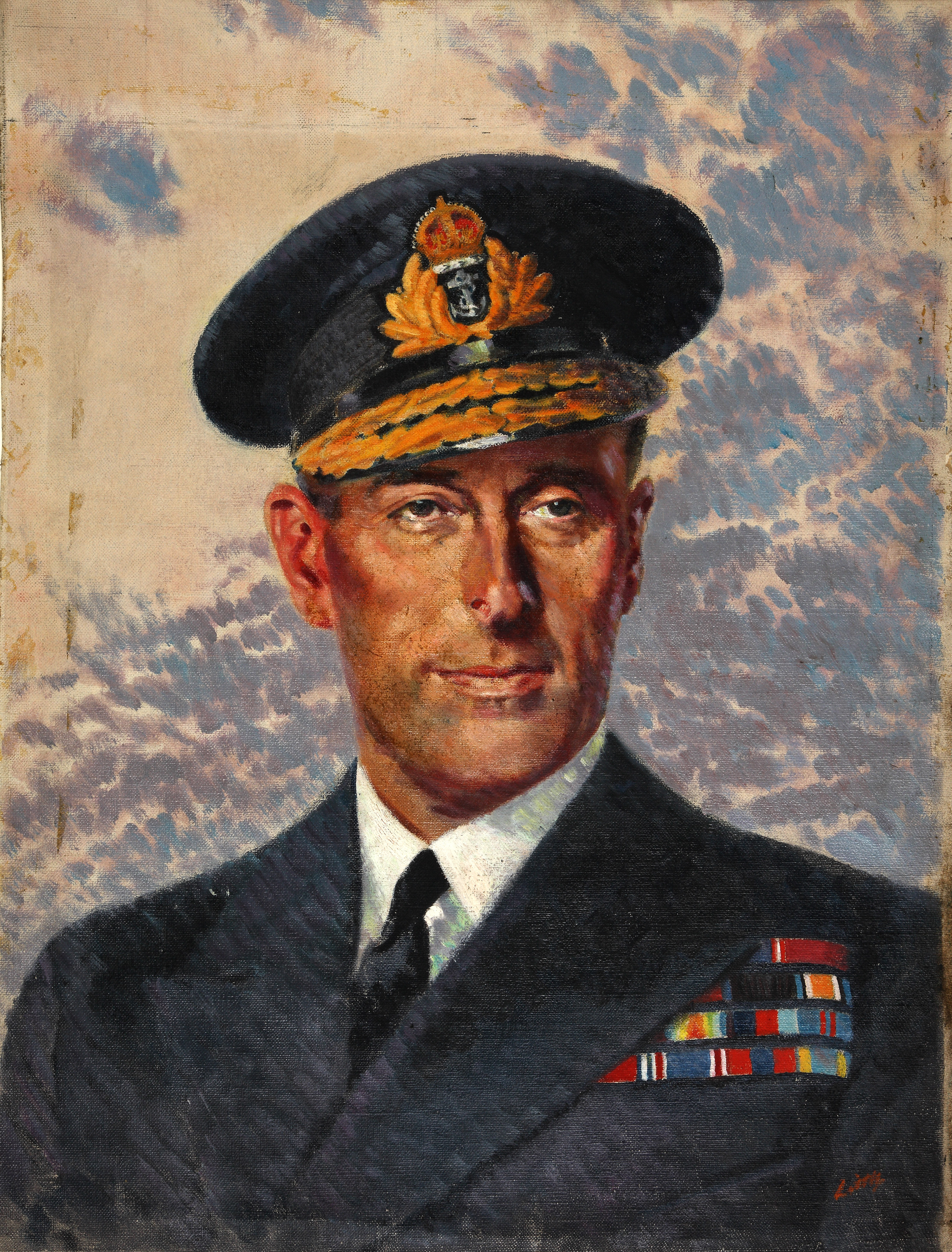
El vicealmirall Louis Mountbatten, el comandant putatiu de Martin

També hi havia una carta de presentació per a Martin del seu putatiu comandant, el vicealmirall Lord Louis Mountbatten, cap d'operacions combinades, a l'almirall de la flota Sir Andrew Cunningham, comandant en cap de la flota mediterrània i comandant naval aliat de la Mediterrània. A la carta es va fer referència a Martin com un expert en guerra amfíbia en préstec fins que "l'assalt hagi acabat". El document incloïa un acudit maldestre sobre les sardines, que Montagu va inserir amb l'esperança que els alemanys ho veiessin com una referència a una invasió planificada de Sardenya. Dins de la carta es col·locà una sola pestanya negra per comprovar si l'havien obert els alemanys o els espanyols.
Montagu va considerar que hi hauria un possible "prejudici catòlic romà contra la manipulació dels cadàvers", que podria faltar els documents guardats a les butxaques del cadàver, per la qual cosa els van afegir a un maletí oficial que no passaria per alt. Per justificar portar documents en un maletí, el major Martin va rebre dues còpies de prova del fullet oficial sobre operacions combinades escrit per l'autora Hilary Saunders –aleshores al personal de Mountbatten– i una carta de Mountbatten a Eisenhower, demanant-li que escrivís un breu pròleg per a l'edició nord-americana del fullet. L'equip de planificació primer va pensar en tenir el mànec agafat a la mà del cadàver, subjectat al seu lloc pel rigor mortis , però el rigor probablement s'esgotaria i el maletí s'allunyaria. Per tant, van equipar a Martin amb una cadena coberta de cuir, com la que feien servir els missatgers bancaris i de joieria per protegir els seus estoigs contra l'arrabassament. La cadena baixa de manera discreta per una màniga fins a la maleta. A Montagu semblava poc probable que el comandant mantingués la bossa assegurada al canell durant el llarg vol des de Gran Bretanya, de manera que la cadena es va enrotllar al voltant del cinturó de la seva gabardina.

### Consideracions tècniques; aprovació estratègica
Montagu i Cholmondeley van considerar la ubicació del lliurament del cadàver. Feia temps que la parella havia assumit que la costa occidental d'Espanya seria la ubicació ideal. Al principi de la planificació, van investigar la possibilitat de les costes portugueses i franceses, però van rebutjar-ho en favor de Huelva a la costa del sud d'Espanya, després que l'Hidrògraf de l'Armada avisés de les marees i corrents més adequades per garantir l'arribada del cos on es volia. Montagu va destacar més tard que l'elecció de Huelva també es va fer perquè "hi havia un agent alemany molt actiu... que tenia excel·lents contactes amb certs espanyols, tant oficials com altres". L'agent – Adolf Clauss, membre de l'Abwehr – era fill del cònsol alemany, i actuava sota la cobertura d'un tècnic agrícola; era un operari eficient i eficaç. Huelva també va ser escollida perquè el vicecònsol britànic a la ciutat, Francis Haselden, era "un home fiable i servicial" en qui es podia confiar, segons Montagu.

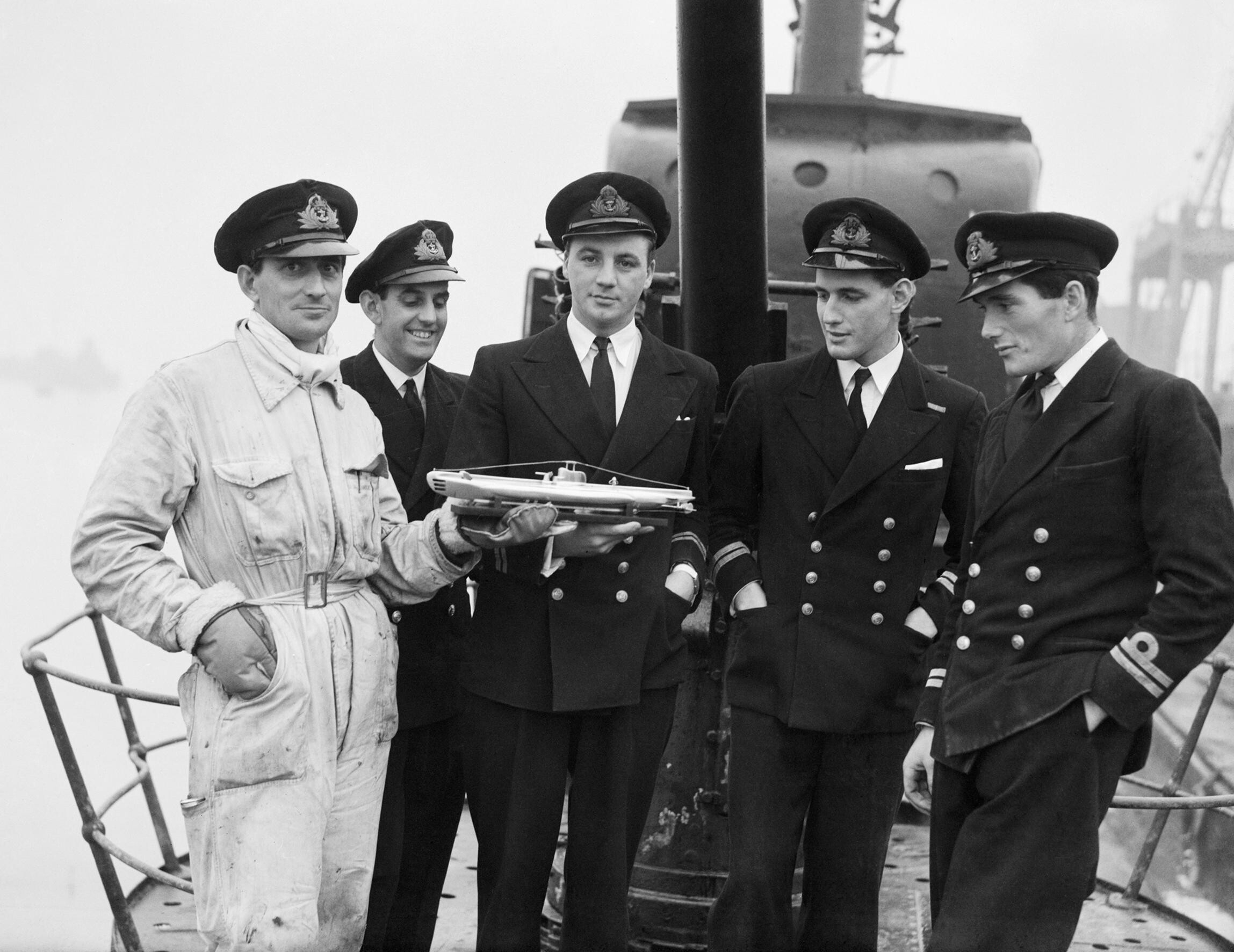
Els oficials del, el submarí seleccionat per a l'operació, a bord el desembre de 1943

Se suposa que el cos havia de ser víctima d'un accident d'avió, i es va decidir que intentar simular l'accident al mar amb bengales i altres dispositius podria ser massa arriscat i obert al descobriment. Després que els hidroavions i els vaixells de superfície fossin considerats problemàtics, es va triar un submarí com a mètode per lliurar el cadàver a la regió. Per transportar el cos en submarí, calia contenir-lo dins del cos de l'embarcació, ja que qualsevol contenidor muntat a l'exterior s'hauria de construir amb una pell tan gruixuda que alteraria el nivell de la línia de flotació. El recipient havia de mantenir-se hermètic i mantenir el cadàver el més fresc possible durant el seu viatge. Spilsbury va proporcionar els requisits mèdics i Cholmondeley va contactar amb Charles Fraser-Smith del Ministeri de Subministraments per produir el contenidor, que portava l'etiqueta "Manejar amb cura: instruments òptics".
El 13 d'abril de 1943 el comitè dels Caps d'Estat Major es va reunir i va acordar que pensaven que el pla havia de continuar. El comitè va informar al coronel John Bevan, el cap de la Secció de Control de Londres, que controlava la planificació i la coordinació de les operacions d'engany, que necessitava obtenir l'aprovació final de Churchill. Dos dies més tard, Bevan es va trobar amb el primer ministre, que estava al llit, amb bata i fumant un cigar, a les seves habitacions a les oficines de Guerra del Gabinet i li va explicar el pla. Va advertir a Churchill que hi havia diversos aspectes que podrien sortir malament, inclòs que els espanyols podrien tornar el cadàver als britànics, amb els papers sense llegir. Churchill va respondre que "en aquest cas haurem de recuperar el cos i donar-li un altre bany". Churchill va donar la seva aprovació a l'operació, però va delegar la confirmació final a Eisenhower, el comandant militar general a la Mediterrània, el pla del qual per envair Sicília es veuria afectat. Bevan va enviar un telegrama xifrat a la seu d'Eisenhower a Algèria sol·licitant la confirmació final, que es va rebre el 17 d'abril.

## Execució

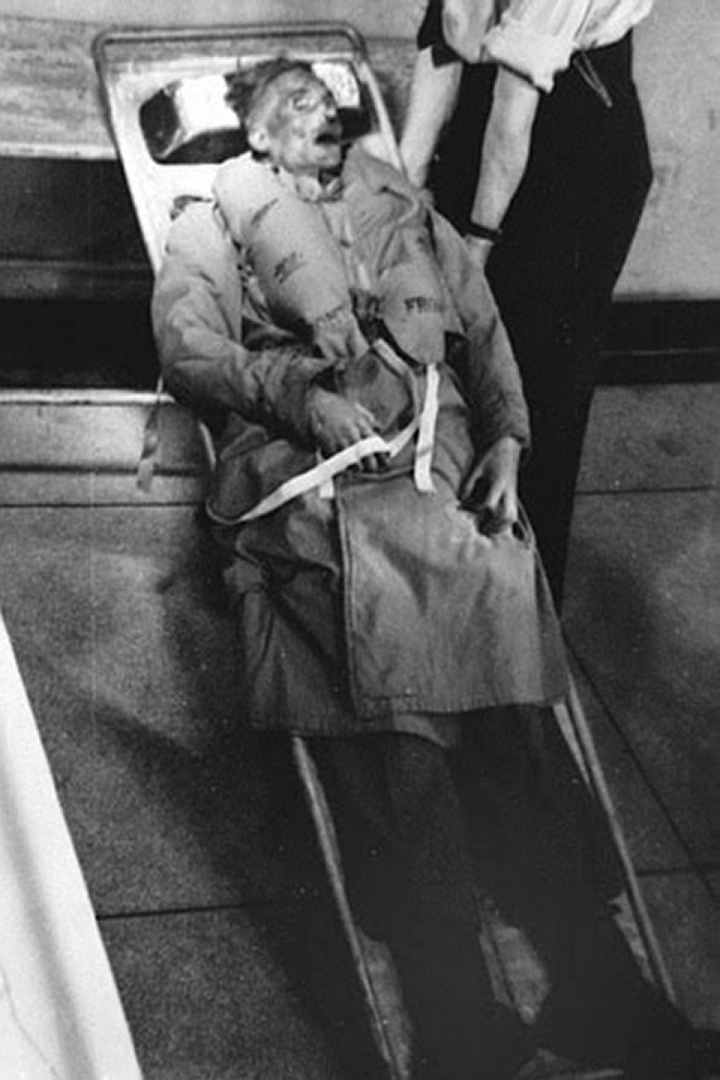
El cadàver de Glyndwr Michael, vestit de Martin, just abans de col·locar-lo al recipient

A primera hora del 17 d'abril de 1943, el cadàver de Michael anava vestit de Martin, tot i que hi va haver un problema d'última hora: els peus s'havien congelat. Purchase, Montagu i Cholmondeley no li van poder posar les botes, així que es va localitzar un escalfador elèctric i els peus es van descongelar prou per posar-se les botes correctament. Els papers es va col·locar al cos i es va adjuntar el maletí. El cos es va col·locar al recipient, que es va omplir amb 21 lliures (9,5 kg) de gel sec i es va tancar. Quan el gel sec es va sublimar, va omplir el recipient amb diòxid de carboni i va expulsar qualsevol oxigen, conservant així el cos sense refrigeració. El recipient es va col·locar a la furgoneta Fordson de 1937 d'un pilot de l'MI5, St John "Jock" Horsfall, que havia estat campió de carreres abans de la guerra. Cholmondeley i Montagu van viatjar a la part posterior de la furgoneta, que va conduir durant la nit fins a Greenock, a l'oest d'Escòcia, on el recipient va ser portat a bord del submarí HMS Seraph, que es preparava per a un desplegament al Mediterrani. El comandant del Seraph , el tinent Bill Jewell, i la tripulació tenien experiència prèvia en operacions especials. Jewell va dir als seus homes que el recipient contenia un dispositiu meteorològic d'alt secret que es desplegaria prop d'Espanya.
El 19 d'abril Seraph va salpar i va arribar just davant de la costa de Huelva el 29 d'abril després d'haver estat bombardejat dues vegades en ruta. Després de passar el dia reconeixent la costa, a les 4:15 del matí del 30 d'abril, el Seraph va sortir a la superfície. Jewell va fer pujar el recipient a coberta i després va enviar tota la seva tripulació a sota excepte els oficials. Van obrir el recipient i van baixar el cos a l'aigua. Jewell va llegir el Salm 39 i va ordenar que les màquines poguessin tot a popa; l'impuls de les hèlixs va empènyer el cadàver cap a la riba. El recipient es va tornar a carregar i el submarí va viatjar 12 milles (19 km) on va sortir a la superfície i el contenidor buit va ser llançat a l'aigua. Mentre flotava, va ser metrallat perquè s'enfonsés. A causa de l'aire atrapat a l'aïllament, aquest esforç va fallar i el recipient va ser destruït amb explosius plàstics. Després Jewell va enviar un missatge a l'Almirallat per dir "Carn picada completada", i va continuar cap a Gibraltar.

## Maneig espanyol del cadàver i les ramificacions
El cos del "Major Martin" va ser trobat cap a les 9:30 del matí del 30 d'abril de 1943 per un pescador local; va ser portat a Huelva pels soldats espanyols, on va ser lliurat a un jutge naval. Haselden, com a vicecònsol, va ser informat oficialment pels espanyols; va informar a l'Almirallat que s'havien trobat el cos i el maletí. Es van enviar una sèrie de cables diplomàtics predeterminats entre Haselden i els seus superiors, que van continuar durant diversos dies. Els britànics sabien que aquests estaven sent interceptats i, encara que estaven xifrats, els alemanys havien trencat el codi; els missatges explicaven la història que era imprescindible que Haselden recuperés el maletí perquè era important.
Al migdia de l'1  de maig es va fer una autòpsia al cos de Michael; Haselden va ser present i –per tal de minimitzar les possibilitats que els dos metges espanyols descobrís que el cos era un cadàver de tres mesos– va demanar si, en plena calor del dia i amb l'olor del cadàver, els metges havien de portar el tancament post mortem i dinar. Van acceptar i van signar un certificat de defunció del major William Martin per "asfíxia per immersió al mar"; el cos va ser alliberat pels espanyols i, com a major Martín, va ser enterrat a la secció de San Marco del cementiri de Nuestra Señora de Huelva, amb honors militars plens el 2  de maig.

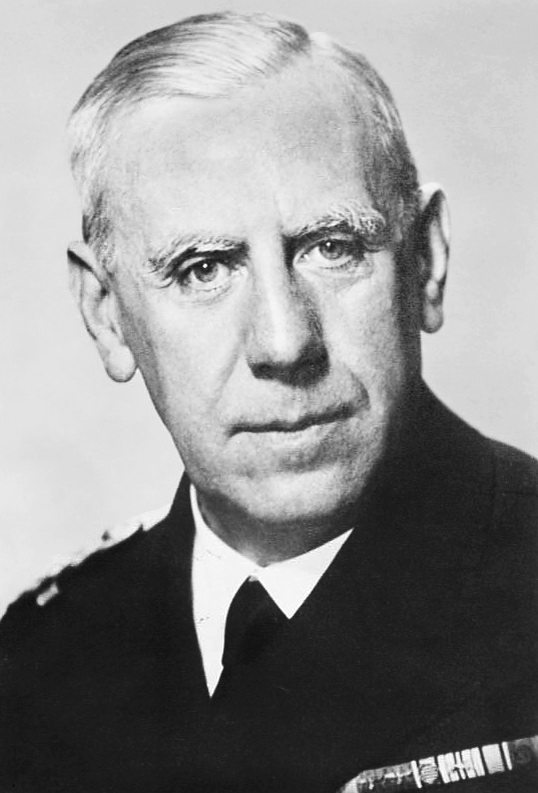
L'almirall Wilhelm Canaris, cap de l'Abwehr, que va intervenir per obtenir els documents de Carn Picada.

L'armada espanyola va conservar el maletí i, malgrat la pressió d'Adolf Clauss i alguns dels seus agents de l'Abwehr , ni ell ni el seu contingut van ser lliurats als alemanys. El 5  de maig el maletí va ser traslladat al quarter general naval de San Fernando prop de Cadis, per a ser enviat a Madrid. Mentre a San Fernando el contingut va ser fotografiat per simpatitzants alemanys, però les cartes no es van obrir. Un cop el maletí va arribar a Madrid, el seu contingut es va convertir en el centre d'atenció de Karl-Erich Kühlenthal, un dels agents més alts de l'Abwehr a Espanya. Va demanar a l'almirall Wilhelm Canaris, el cap de l'Abwehr , d'intervenir personalment i persuadir els espanyols de lliurar els documents. Accedint a la petició, els espanyols van treure els papers encara humits enrotllant-los amb força al voltant d'una sonda en forma cilíndrica, i després estirant-los entre la solapa del sobre –que encara estava tancada per un segell de cera– i el sobre. Les cartes es van assecar i fotografiar, després es van remullar amb aigua salada durant 24 hores abans de tornar-les a introduir als seus sobres, sense la pestanya que hi havia plantada. La informació es va transmetre als alemanys el 8 de  maig. Això va ser considerat tan important pels agents de l'Abwehr a Espanya que Kühlenthal va portar personalment els documents a Alemanya.
L'11  de maig el maletí, amb els documents, va ser retornat a Haselden per les autoritats espanyoles; el va enviar a Londres a la valisa diplomàtica. Un cop rebuts, els documents es van examinar forensement i es va constatar l'absència de la pestanya. Les proves posteriors van demostrar que les fibres del paper s'havien danyat en plegar-se més d'una vegada, la qual cosa va confirmar que les lletres s'havien extret i llegit. Es va fer una prova addicional a mesura que els papers, encara humits quan van tornar a Londres, s'assecaven: el paper plegat s'assecava en la forma enrotllada que tenia quan els espanyols l'havien extret del sobre. Per alleujar qualsevol temor alemany potencial que les seves activitats havien estat descobertes, es va enviar un altre cable encriptat però trencable prèviament a Haselden indicant que els sobres havien estat examinats i que no havien estat oberts; Haselden va filtrar la notícia als espanyols coneguts per simpatitzar amb els alemanys.
La prova final que els alemanys havien passat la informació de les cartes va arribar el 14  de maig quan una comunicació alemanya va ser desxifrada per la font Ultra d' intel·ligència de senyals produïda per la Seu de comunicacions del govern (GC&CS) a Bletchley Park. El missatge, que havia estat enviat dos dies abans, advertia que la invasió havia de ser als Balcans, amb una finta al Dodecanès. El brigadier Leslie Hollis, secretari del Comitè de Caps d'Estat Major, va enviar un missatge a Churchill, aleshores als Estats Units. S'hi llegia: "Carn picada empassada, amb la canya, fil i ham per les persones adequades i, a partir de la millor informació, sembla que actuen sobre això".
Montagu va continuar l'engany per reforçar l'existència del major Martin, i va incloure els seus detalls a la llista publicada de baixes britàniques que va aparèixer a The Times el 4 de juny. Per casualitat, també es van publicar aquell dia els noms de dos agents més que havien mort quan el seu avió es va perdre al mar, i davant de les llistes de víctimes hi havia un informe que l'estrella de cinema Leslie Howard havia estat abatut per la Luftwaffe i va morir al Golf de Biscaia; ambdues històries van donar credibilitat a la història del Major Martin.

## La reacció alemanya

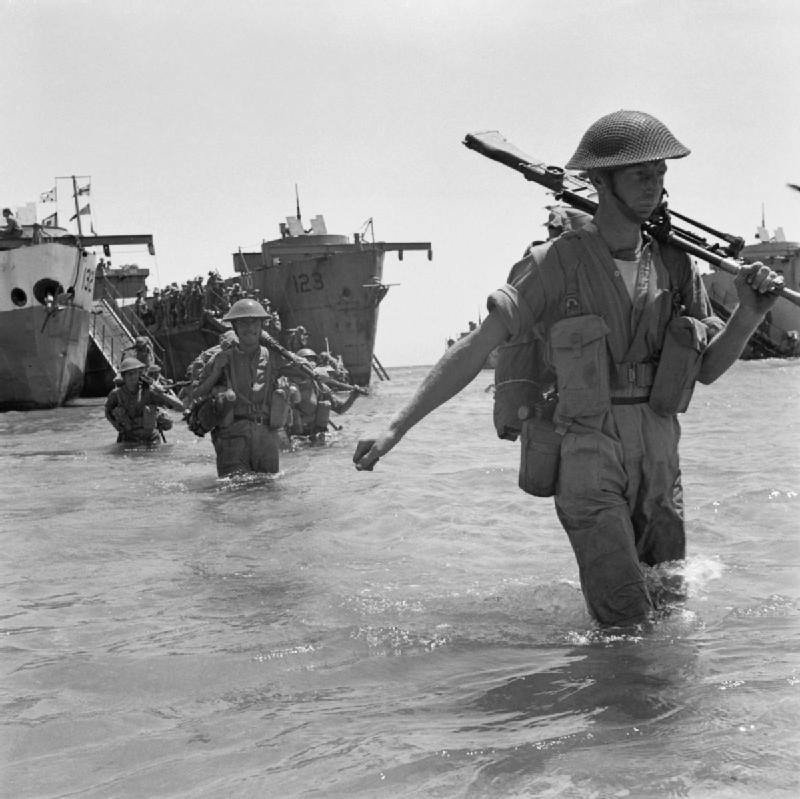
Tropes britàniques desembarcant a Sicília durant l'operació Husky

El 14 de maig de 1943 el Großadmiral Karl Dönitz es va reunir amb Hitler per parlar de la recent visita de Dönitz a Itàlia, la seva reunió amb el líder italià Benito Mussolini i el progrés de la guerra. L'Almirall, referint-se als documents de Carn Picada com "l'ordre anglosaxona", va registrar
| « | El Führer no està d'acord amb... [Mussolini] que el punt d'invasió més probable és Sicília. A més, creu que l'ordre anglosaxó descoberta confirma la suposició que els atacs previstos es dirigiran principalment contra Sardenya i el Peloponès. | » |

Hitler va informar a Mussolini que Grècia, Sardenya i Còrsega s'havien de defensar "a tota costa", i que les tropes alemanyes estarien en les millors condicions per fer la feina. Va ordenar que l'experimentada 1a Divisió Panzer fos transferida de França a Salònica, Grècia. L'ordre va ser interceptada per GC&CS el 21 de maig. A finals de juny, la força de les tropes alemanyes a Sardenya s'havia duplicat fins a 10.000, amb avions de caça també basats allà com a suport. Les torpedineres alemanyes van ser traslladades de Sicília a les illes gregues en preparació. Set divisions alemanyes es van transferir a Grècia, augmentant el nombre de presents a vuit, i deu es van destinar als Balcans, augmentant el nombre de presents a divuit.
El 9 de juliol els aliats van envair Sicília en l'operació Husky. Els senyals alemanys interceptats per GC&CS van mostrar que fins i tot quatre hores després de començar la invasió de Sicília, vint-i-un avions van sortir de Sicília per reforçar Sardenya. Durant un temps considerable després de la invasió inicial, Hitler encara estava convençut que un atac als Balcans era imminent, i a finals de juliol va enviar el general Erwin Rommel a Salònica per preparar la defensa de la regió. Quan l'alt comandament alemany es va adonar de l'error, ja era massa tard per marcar la diferència.

## Conseqüències

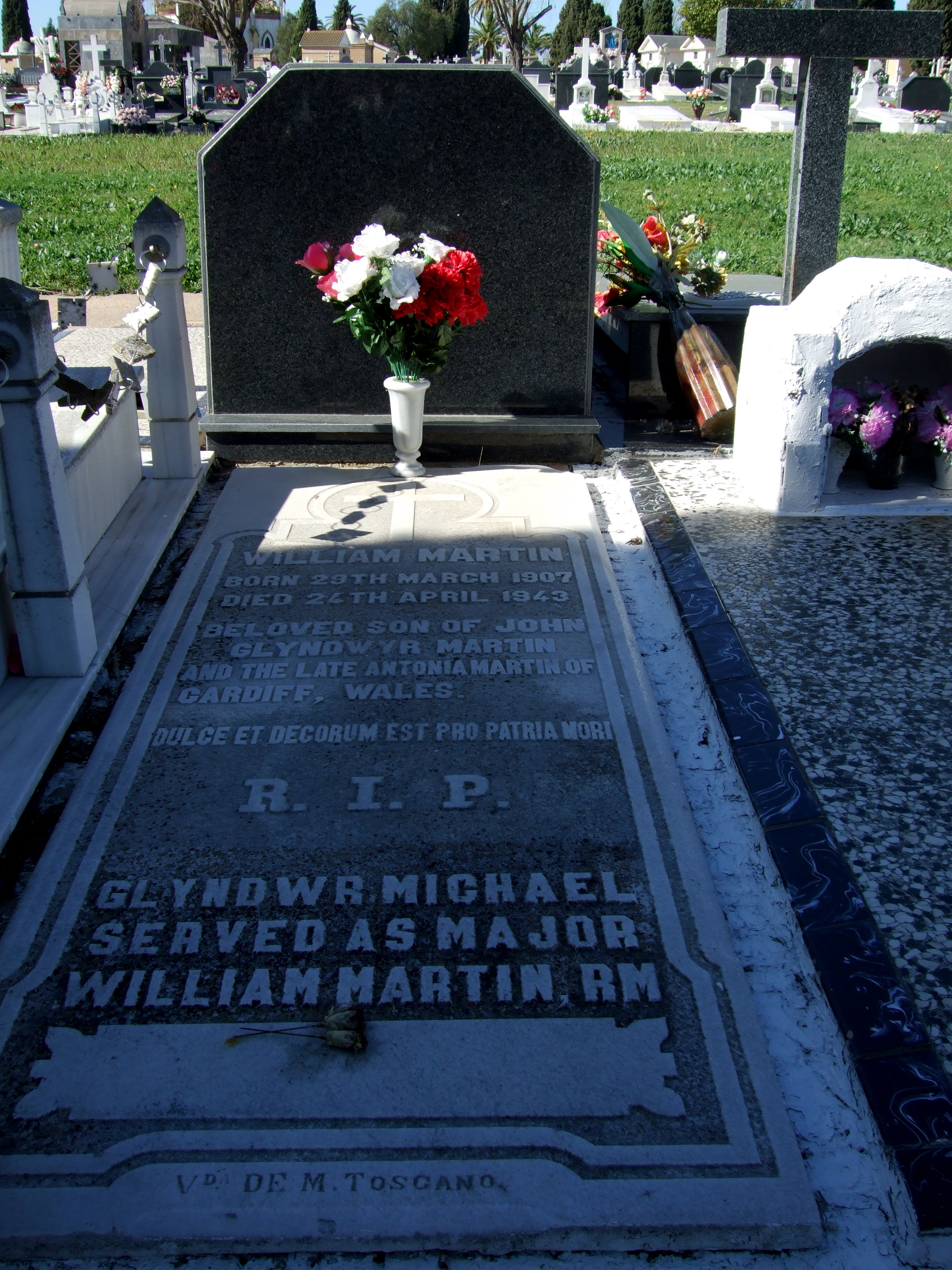
Tomba de Glyndwr Michael a Huelva

El 25 de juliol de 1943, mentre la batalla per Sicília anava contra les forces de l'Eix, el Gran Consell del Feixisme italià va votar per limitar el poder de Mussolini i va lliurar el control de les forces armades italianes al rei Víctor Emmanuel III. L'endemà Mussolini es va reunir amb el rei, que el va destituir com a primer ministre; aleshores l'antic dictador va ser empresonat. Un nou govern italià va prendre el poder i va iniciar negociacions secretes amb els aliats. Sicília va caure el 17  d'agost després que una força de 65.000 alemanys retingués a 400.000 tropes americanes i britàniques el temps suficient per permetre que molts dels alemanys s'evacuessin al continent italià.
L'historiador militar Jon Latimer observa que la relativa facilitat amb què els aliats van capturar Sicília no es va deure completament a Carn Picada o a l'engany més ampli de l'operació Barclay. Latimer identifica altres factors, inclosa la desconfiança de Hitler cap als italians, i la seva falta de voluntat d'arriscar les tropes alemanyes al costat de les tropes italianes que podrien haver estat a punt d'una rendició general. L'historiador militar Michael Howard, tot i que descrivia Carn Picada com "potser l'operació d'engany individual més reeixida de tota la guerra", considerava que Carn Picada i Barclay van tenir menys impacte en el curs de la campanya de Sicília que l'"obsessió congènita" de Hitler amb els Balcans". Macintyre escriu que l'impacte exacte de Carn Picada és impossible de calcular. Encara que els britànics havien esperat 10.000 morts o ferits en la primera setmana de combat, només una setena part d'aquest nombre es va convertir en víctimes; l'armada esperava que 300 vaixells fossin enfonsats a l'acció, però en van perdre 12. La campanya prevista de 90 dies va acabar en 38.
Smyth escriu que com a resultat de Husky, Hitler va suspendre l'ofensiva de Kursk el 13  de juliol. Això va ser en part a causa de l'actuació de l'exèrcit soviètic, però en part perquè encara suposava que el desembarcament aliat a Sicília era una finta que va precedir la invasió als Balcans, i volia disposar de tropes per a un desplegament ràpid per fer-los front. Smyth observa que un cop Hitler va cedir la iniciativa als soviètics, mai la va recuperar.

## Impacte en operacions posteriors
L'èxit de l'Operació Carn Picada tingué l'efecte afegit que, posteriorment, els alemanys van menysprear troballes de documentació autèntica. Entre els casos trobem:
- Dos dies després dels desembarcaments del Dia-D, els alemanys van descobrir una llanxa de desembarcament abandonada, varada a l'estuari del Vere a Normandia, que contenia documents d'alt secret detallant els futurs objectius militars a la regió. Hitler, creient que era una diversió similar a l'Operació Carn Picada, no va fer cas a la documentació, perquè estava convençut (per altres operacions de diversió) que la invasió principal vindria a través del Pas de Calais.
- Durant l'Operació Horta, la invasió d'Holanda al setembre de 1944, un oficial d'estat major britànic s'oblidà en un planador de transport un dossier complet de l'operació amb mapes i gràfics per a la fase paracaigudista de la invasió, que se suposava que mai no s'hauria d'haver portat amb les tropes d'invasió. El dossier va caure en mans alemanyes, però els alemanys, convençuts de què es tractava d'un altre intent de diversió de la mena de l'Operació Carn Picada, van desplegar les seves tropes al contrari de la informació que tenien al davant. Aquest fet apareix al llibre de Cornelius Ryan  Un pont massa llunyà i a la seva adaptació cinematogràfica.

## Llegat

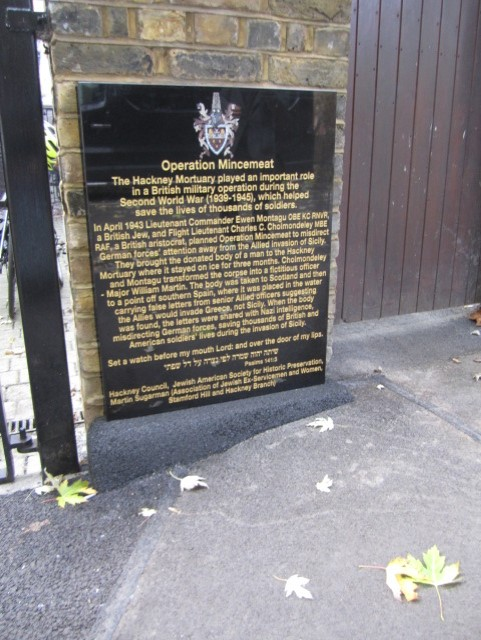
Marcador històric, adjacent al tanatori de Hackney

Montagu va ser nomenat Oficial de l'Orde de l'Imperi Britànic el 1944 per la seva part en l'Operació Carn Picada; per dirigir el pla, Cholmondeley va ser nomenat Membre de l'orde el 1948. Duff Cooper, un antic ministre del gabinet que havia estat informat sobre l'operació el març de 1943, va publicar la novel·la d'espionatge Operation Heartbreak (1950), que contenia la trama d'un cadàver, amb papers que el nomenaven com a William Marynington, flotant a la costa d'Espanya amb documents falsos per enganyar els alemanys. Els serveis de seguretat britànics van decidir que la millor resposta era publicar la història de Carn Picada. En el transcurs d'un cap de setmana, Montagu va escriure The Man Who Never Was (1953), que va vendre dos milions de còpies i va ser la base d'una pel·lícula de 1956 . Els serveis de seguretat no van donar total llibertat a Montagu per revelar detalls operatius, i va tenir cura de no esmentar el paper que jugava la intel·ligència de senyals per confirmar que l'operació havia tingut èxit. També va tenir cura d'enfosquir "la idea d'un programa organitzat d'engany estratègic... amb Carn Picada presentant-se com una tàpera puntual "salvatge". El 1977 Montagu va publicar Beyond Top Secret U, la seva autobiografia de guerra que donava més detalls de Carn Picada, entre altres operacions. El 2010 el periodista Ben Macintyre va publicar Operation Mincemeat, una història dels fets.
Un episodi de 1956 de The Goon Show, titulat "The Man Who Never Was", es va ambientar durant la Segona Guerra Mundial, i es referia a un microfilm arrossegat a una platja dins d'una bota alemanya. L'obra Operation Mincemeat, escrita per Adrian Jackson i Farhana Sheikh, va ser posada en escena per primera vegada per la companyia de teatre Cardboard Citizens l'any 2001. L'obra es va centrar en la manca de llar de Michael. En el seu llibre The Double Agents, l' escriptor W. E. B. Griffin descriu l'Operació Mincemeat com una operació nord -americana dirigida per l'Oficina de Serveis Estratègics. Els personatges de ficció es barregen amb Ian Fleming i els actors David Niven i Peter Ustinov.
La història va ser la base del musical Dead in the Water del 2014 , representat als Festivals Fringe de Camden, Brighton i Guildford el 2014. El 2015 la companyia de teatre gal·lesa Theatr na nÓg va produir Y dyn na fu erioed (The Man Who Never  Was), un musical basat en l'operació i l'educació de Glyndwr Michael a Aberbargoed. El musical va ser interpretat per nens de primària del districte del comtat de Caerphilly durant l'Eisteddfod yr Urdd d'aquell any. Un altre musical, Operation Mincemeat, es basa en l'operació; es va presentar inicialment el 2019 al New Diorama Theatre de Londres després es va traslladar al Fortune Theatre el 2023. El 2014 una minisèrie de televisió de la BBC, Fleming: The Man Who Would Be Bond, va dramatitzar alguns aspectes de l'Operació. Mincemeat i la connexió de Fleming amb l'operació. El 2022 es va estrenar la pel·lícula Operation Mincemeat amb Colin Firth com Montagu i Matthew Macfadyen com Cholmondeley.
La Comissió de Tombes de Guerra de la Commonwealth va assumir la responsabilitat de la tomba del major Martin a Huelva el 1977. El 1997 la Comissió va afegir la postdata "Glyndwr Michael va servir com a major William Martin RM". Al novembre de 2021, l'Associació de jueus americans per a la preservació històrica, treballant amb l'Associació d'ex-militars i dones jueus i el London Borough of Hackney, va col·locar un memorial al tanatori de Hackney.

### Diaris i revistes
- Aldrich, Richard J. «Policing the Past: Official History, Secrecy and British Intelligence since 1945». The English Historical Review, vol. 119, 483, 9-2004, pàg. 922–953. DOI: 10.1093/ehr/119.483.922. JSTOR: 3490693. De subscripció o mur de pagament
- «The Double Agents».   Buffalo and Erie County Public Library. Arxivat de l'original el 20 December 2016. [Consulta: 4 desembre 2016].
- «Mystery Warrior Identified». The Guardian, 29-10-1996, p. 6.
- «Operation Mincemeat by Ben Macintyre». The Observer, 24-01-2010.
- Plantilla:Cite odnb
- Gregory, Julia «Operation Mincemeat: Role of Hackney mortuary marked in Colin Firth film». , 03-12-2021.
- «Jean Gerard Leigh». The Daily Telegraph, 05-04-2012.
- «Operation Mincemeat review – irrepressible wartime musical is a West End triumph». The Guardian, 10-05-2023.
- «Operation Mincemeat — Colin Firth stars in a drama of wartime intrigue and deception». Financial Times, 13-04-2022.
- «The Man Who Really Was». The Times [London], 16-06-2009, p. 14.
- Macintyre, Ben «Bond – the real Bond». , 05-04-2008, p. 36.
- Morgan, Roger «The Man Who Almost Is». After the Battle, 54, 1986, pàg. 1–25.
- Morgan, Roger «The Second World War's Best Kept Secret Revealed». After the Battle, 94, 11-1996.
- «Facts as thrilling as the fiction». The Sydney Morning Herald, 12-02-2014.
- «The Corpse That Fooled Hitler». The Times, 13-11-2003, p. 10.
- Smith, Capt. Kevin D. «Coming Into its Own: The Contribution of Intelligence at the Battle of Alam Halfa». Military Review, 7-2002, pàg. 74–77.
- Wyver, Kate «Operation Mincemeat review – baggy burlesque of British secret service». The Guardian, 27-05-2019.
- «Y dyn 'newidiodd gwrs y rhyfel'» (en gal·lès). BBC, 27-04-2015.

### Internet i televisió
- «Glyndwr Michael from Aberbargoed inspires Urdd Eisteddfod primary show».   Urdd Gobaith Cymru, 01-05-2015. [Consulta: 19 setembre 2019].
- «Huelva Roman Catholic Cemetery».   Commonwealth War Graves Commission. [Consulta: 3 desembre 2016].
- Macintyre, Ben (5 desembre 2010). Operation Mincemeat (Television production). BBC.
- «Michael, Glyndwr».   Commonwealth War Graves Commission. [Consulta: 1r desembre 2016].
- Payne, Jen. «Dead in the Water – A Musical Tragicomedy: 5 star review by Jen Payne». Broadway Baby, 03-09-2014. [Consulta: 14 febrer 2024].
- Travis, Ben. «Colin Firth Plots To Trick Hitler In The Operation Mincemeat Trailer». Empire, 05-10-2021. [Consulta: 5 octubre 2021].